# Simen Spieler Nilsen
Simen Spieler Nilsen (Arendal, 4 agosto 1993) è un pattinatore di velocità su ghiaccio norvegese.

## Palmarès

### Olimpiadi
- 1 medaglia:
  - 1 oro (Pyeongchang 2018 nell'inseguimento a squadre)

### Mondiali
- 2 medaglie:
  - 1 argento (Kolomna 2016 nell'inseguimento a squadre)
  - 1 bronzo (Gangneung 2018 nell'inseguimento a squadre)